# بخش ترا
بخش ترا (به لاتین: Téra Department) یک سکونتگاه مسکونی در نیجر است که در Tillabéri Region واقع شده‌است.

## خصوصیات
بخش ترا ۱۵٬۷۹۴ کیلومترمربع مساحت و ۵۷۹٬۶۵۸ نفر جمعیت دارد.